# اورالسک (باشقیرستان)
اورالسک (انگلیسی: Uralsk, Republic of Bashkortostan) یک شهرک در شهرستان اوچالینسکی استان باشقیرستان کشور روسیه است.